# Eidumtief

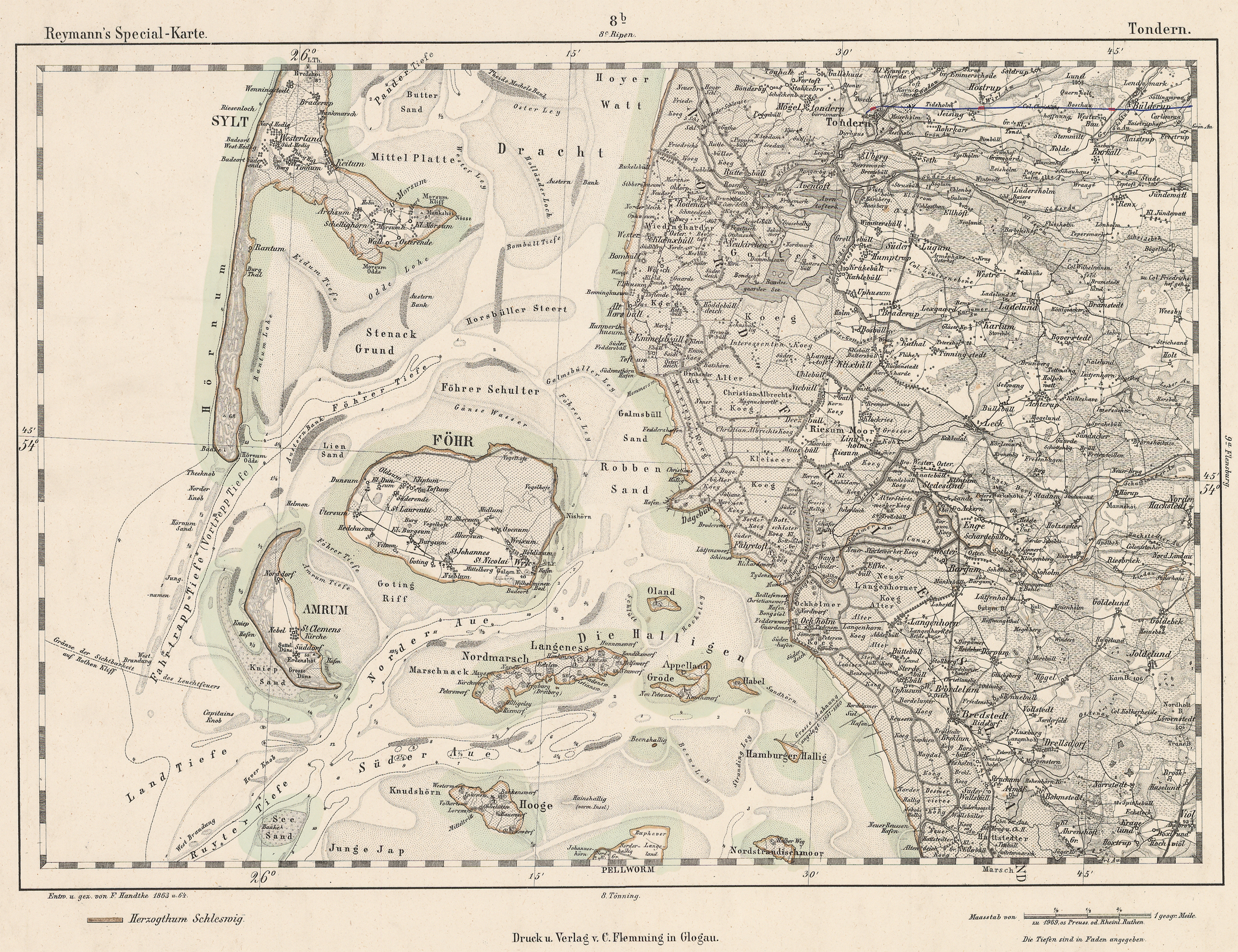
Eidum Tiefe auf dem Kartenblatt von 1864

Das Eidumtief (dänisch: Ejdum Dyb, nordfriesisch: Aidem Diip) ist ein Priel, der östlich der Insel Sylt ab der Höhe des Dorfes Rantum durch das nordfriesische Wattenmeer verläuft und in das Hörnumtief mündet.